# Subtalarni zglob
Subtalarni zglob, donji nožni zglob ili talokalkanealni zglob (лат. articulatio subtalaris ili лат. articulatio talocalcanea) je anatomska struktura lokomotornog aparata donjeg uda koja u jedinstvenu celinu spaja zglobne površine dve kosti stopala gležanjsku kost (talus) i petnu kost (calcaneus), dve najopterećenije kosti u stopalu.
U ovom zglobu se izvode pokreti inverzije (uvrtanja) i everzije (izvrtanja). Iako su u ovom zglobu pokreti relativno mali, on je od izuzetnog značaja za normalnu dinamiku hoda, naročito po neravnom terenu. Zglob je stabilan zahvaljujući čvrstim ligamentima mišičima potkolenice i stopala.

## Anatomija
U anatomskom smislu subtalarni zglob u jedinstvenu celinu spaja zglobne površine dve kosti stopala gležanjsku kost (talus) i petnu kost (calcaneus), koje su spolja zaštičene zglobnom kapsulom i mehanički ojačane talokruralnim ligamentima.

### Zglobne površine
Subtalarne zglobne površine su ovalne, sa velikom kosom osovinom okrenutom prema napred, bočno i prema dole. Prekrivene su slojem hijalinske hrskavice. Petna površina je konveksna i ima oblik punog cilindričnog segmenta, a talarna površina je konkavna, u obliku šupljeg cilindra. Ove zglobne površine čine približno elipsoidni ili trohoidni spoj.

### Zglobna kapsula
Zglobna kapsula je umetnuta na periferiji dva zglobna sa prednje strane i sastoji se od vlaknastog sloja. Sinovijalni prostor sužava unutrašnja površina zglobne kapsule, koja formira dno sinovijalne vreće sa njene zadnje strane. Sinovijalni prostor često ne komunicira sa okolnim zglobovima; ili ponekad komunicira sa talokruralnim zglobom.

### Ligamenti
Bočni talokalkanealni ligament
Bočni talokalkanealni ligament (лат. ligamentum talocalcaneum laterale) ili bočni kalkaneo-astragaloidni ligament jedan je od četiri ligament u statavu subtalarnog zgloba ili donjeg zgloba gležnja. Čini ga krata i jak snop kolagenih vlakana, koja prolaze sa bočne površine talusa, odmah ispod njegovog fibularnog dela i završavaju se na bočnoj površini petne kosti ili kalkaneusa.
Unutrašnjii talokalkanealni ligament (Ligamentum talocalcaneum mediale)
Zadnji talokalkanealni ligament (Ligamentum talocalcaneum posterius)
Interosealni talokalkanealni ligament (Ligamentum talocalcaneum interosseum)

## Biomehanika zgloba
Talus povezuje tibiju i fibulu sa stopalom, iako se nijedan mišić ne pripaja za talus. Plantarna fleksija i dorzalna fleksija u ovom zglobu se javljaju oko mediolateralne ose koja prolazi kroz zglob. Obim pokretljivosti za plantarnu i dorzalnu fleksiju je oko 50 odnosno 20°.
Talus se zglobljava sa kalkaneusom na tri strane, napred, nazad i medijalno, gde konveksna površina talusa naleže na konkavnu površinu kalkaneusa. Subtalarni zglob podržava pet kratkih i jakih ligamenata koji su otporni na teška opterećenja prilikom pokretanja donjeg ekstremiteta. Ligamenti koji podržavaju
talus ograničavaju pokrete u kalkaneusu.
Zbog toga što je osovina subtalarnog zgloba kosa u sagitalnoj, frontalnoj i transverzalnoj ravni stopala, mogu se vršiti pokreti u tri ravni (poznati pod nazivom pronacija i supinacija).
Pronacija
Pronacija koja se odvija u otvorenoj lančanoj reakciji sistema sa stopalom na zemlji, sastoji se od kalkanealne everzije, abdukcije i dorzifleksije. Everzija je pokret u frontalnoj ravni u kojoj se lateralna ivica stopala pomera prema nadkolenici bez opterećenja ili se noga pomera duž stopala uz opterećenje. Pokret u transverzalnoj ravni je abdukcija. Dešava se sa spoljašnjom rotacijom stopala i lateralnim pokretom kalkaneusa u poziciji bez opterećenja, ili u unutrašnjoj rotaciji noge bez uključivanja kalkaneusa i medijalnom pomeranju talusa bez opterećenja. Pokret u sagitalnoj ravni ili dorzalna fleksija dešava se kada se kalkaneus pomera gore prema talusu u poziciji bez opterećenja.
Supinacija
Supinacija je suprotna pronaciji, sa kalkanealnom inverzijom addukcijom, i plantarnom fleksijom u poziciji bez opterećenja. Primarna funkcija subtalarnog zgloba je da absorbuje rotaciju donjeg uda tokom faze hoda.
Apsorpcija šoka
Sekundarna funkcija subtalarnog zgloba je absorpcija šoka. Ovo takođe može biti ostvareno pronacijom. Subtalarni pokreti takođe dozvoljavaju tibiji da se rotira put unutra brže nego femur, olakšavajući otključavanje u zglobu kolena.
Inverzija i everzija
Subtalarni zglob je odgovoran za inverziju i everziju stopala. Otprilike oko 50% inverzije ustvari potiče od subtalarnog zgloba. Osa pokretljivosti subtalarnog zgloba je otprilike 45° u horizontalnoj i 20° u medijalnoj do srednjoj sagitalnoj ravni. Ova osa koja se pomera prilikom pokreta u subtalarnom zglobu, omogućuje subtalarnom zglobu da izvodi pokret u tri ravni „što se poredi sa brodom na moru.” Ovaj pokret u tri ravni je ili pronacja ili supinacija i varira u zavisnosti od toga da li je zglob pod opterećenjem ili ne.
Normalno, kod ljudi, odnos između inverzije i everzije iznosi 2:3 do 1:3, što je otprilike 20° inverzije i 10° everzije. Za normalan hod, neophodno je minimalno 4-6° everzije i 8-12 stepeni inverzije.

## Patologija
Ravno stopalo
Ravno stopalo, koje se kod odraslih javlja u 20% populacije, predstavlja insuficijenciju ili gubitak medijalnog uzdužnog luka stopala. Ono može biti posledica hiperpronacije ili povećane everzije subtalarnog zgloba. Calcaneus se nalazi u poziciji valgusa i spoljašnje rotacije u odnosu na talus.
Subtalarni zglob je orijentisan koso u odnosu na osovinu skočnog zgloba (20° – 57°). Glava talusa je podržana prednjim nastavkom kalkaneusa prilikom everzije stopala kalkaneus više ne podržava glavu talusa, koja se pomera medijalno i plantarno, pada u medijalni deo stopala što prouzrokuje da uzdužni unutrašnji luk stopala bude manje izražen.
Kod ravnog stopala osovina subtalarnog zgloba je više horizontalna što omogućava veći obim inverzije i everzije stopala, a manji unutrašnje i spoljašnje rotacije.

## Literatura
- Viladot A, Lorenzo JC, Salazar J, Rodríguez A (1984 Sep-Oct). „The subtalar joint: embryology and morphology”. Foot Ankle. 5 (2): 54—66. PMID 6500411. doi:10.1177/107110078400500203. Проверите вредност парамет(а)ра за датум: |date= (помоћ).
- Jay Hertel (2002 Oct-Dec). „Functional Anatomy, Pathomechanics, and Pathophysiology of Lateral Ankle Instability”. J Athl Train. 37 (4): 364—375. PMC 164367 . PMID 12937557. Проверите вредност парамет(а)ра за датум: |date= (помоћ).